# 忽然好想見你
《忽然好想見你》（君に会いたくなるから）是日本女歌手西野加奈的第6張單曲，在2009年6月3日由SME Records發售。

## 概要
- 「忽然好想見你」是Recochoku的電視廣告歌曲。
- 此單曲只有「CD ONLY」1個版本。
- 在6月15日於公信榜單曲週排行榜取得第19位，成為西野加奈出道以來第1張公信榜每周銷量排名20名以內的單曲。
- 雖然單曲銷量不是太好，但於RIAJ數位單曲下載拿下雙白金（50萬）銷量。

## 收錄內容
1. 忽然好想見你
（作詞：Kana Nishino, Kanako Kato / 作曲：Kana Nishino, Jeff Miyahara, Kenji "JINO" Hino / 編曲: Jeff Miyahara, Kenji "JINO" Hino）
2. 失戀模式 feat. WISE
（作詞：Kana Nishino, WISE / 作曲・編曲：Skate Sonic EXP*）
3. Again
（作詞：Kana Nishino / 作曲：Oliva Nervo・Mariam Nervo・Mathias Wollo・Henrik Korpi / 編曲：SiZK from ★STAR GUiTAR）